# Шкава (Октябрьский район)
Шкава (бел. Шкава) — деревня в Октябрьском сельсовете Октябрьского района Гомельской области Беларуси.

## География

### Расположение
В 10 км на северо-восток от Октябрьского, 185 км от Гомеля, 9 км от железнодорожной станции Бумажково (на ветке Бобруйск — Рабкор от линии Осиповичи — Жлобин).

### Гидрография
На реке Нератовка (приток реки Птичь).

## Транспортная сеть
Транспортные связи по просёлочной, затем автомобильной дороге Паричи — Октябрьский. Планировка состоит из прямолинейной улицы, ориентированной с юго-запада на северо-восток, к которой на юге под прямым углом присоединяется короткая улица. Застройка двусторонняя, неплотная, деревянная, усадебного типа. В 1991-92 годах построено 50 кирпичных домов, в которых разместились переселенцы из загрязнённых радиацией в результате катастрофы на Чернобыльской АЭС мест.

## История
По письменным источникам известна с XVI века в Минском старостве Великого княжества Литовского. В 1560 году упоминается в документах об определении её границ. В 1682 году 13 дымов, центр войтовства. По инвентарю 1683 года в составе Паричского поместья, давала 277 злотых и 5 грошей прибыли в год. По инвентарю 1748 года 23 дыма.
После 2-го раздела Речи Посполитой (1793 год) в составе Российской империи, в Бобруйском уезде Минской губернии. Значительная часть деревенских земель принадлежала помещику К. Ванькевичу. Согласно переписи 1897 года находились церковь, хлебозапасный магазин. Рядом была одноимённая усадьба, водяная мельница и трактир. В 1908 году рядом одноимённое поместье, в Рудобельской волости. В 1910 году в наёмном доме открыта школа.
В 1930 году организован колхоз «Белорусская деревня», работала кузница. Во время Великой Отечественной войны в апреле 1942 немецкие оккупанты сожгли 36 дворов и убили 69 жителей. 19 августа 1942 года партизаны разгромили гарнизон, размещённый оккупантами в деревне. 40 жителей погибли на фронте. Согласно переписи 1959 года центр подсобного хозяйства «Правда» Октябрьской райагропромтехники. Работают лесопилка, лесничество, 9-летняя школа, клуб, библиотека, детский сад, фельдшерско-акушерский пункт, магазин, отделение связи, комплексный приёмный пункт бытового обслуживания, столовая, 3 магазина.

## Население

### Численность
- 2004 год — 162 хозяйства, 386 жителей.

### Динамика
- 1897 год — 68 дворов, 559 жителей (согласно переписи).
- 1908 год — 109 дворов, 804 жителя; в поместье — 17 жителей.
- 1916 год — 143 двора.
- 1940 год — 180 дворов.
- 1959 год — 468 жителей (согласно переписи).
- 2004 год — 162 хозяйства, 386 жителей.

## Культура
- Шкавской сельский клуб — филиал ГУК «Центр культурно-досуговой деятельности Октябрьского района»